# Coupe d'Allemagne de football 2003-2004
Navigation
Édition précédente Édition suivante
La coupe d'Allemagne de football 2003-2004 est la soixante et unième édition de l'histoire de la compétition. La finale a lieu à l'Olympiastadion de Berlin.
Le Werder Brême remporte le trophée pour la cinquième fois de son histoire. Il bat en finale Aix-la-Chapelle sur le score de 3 buts à 2.

## Premier tour
| Club recevant               | Score              | Club visiteur            |
| --------------------------- | ------------------ | ------------------------ |
| VfL Wolfsbourg (2)          | 2 - 0              | Energie Cottbus          |
| TSG 1899 Hoffenheim         | 4 - 3 ap           | Eintracht Trier          |
| Rot-Weiß Erfurt             | 1 - 1 ap (3-4 tab) | Aix - la - Chapelle      |
| SV Waldhof Mannheim         | 0 - 4              | 1. FC Union Berlin       |
| SSV Reutlingen              | 1 - 6              | Hertha BSC Berlin        |
| Kieler SV Holstein          | 1 - 3              | Bayer Leverkusen         |
| 1.FSV Mayence 05            | 1 - 1 ap (3-4 tab) | Karlsruher SC            |
| Erzgebirge Aue              | 0 - 3              | SpVgg Greuther Fürth     |
| Jahn Regensburg             | 2 - 1              | VfL Bochum               |
| Bayer Leverkusen            | 0 - 4              | VfB Stuttgart            |
| Ludwigsfelder FC            | 1 - 9              | Werder Brême             |
| SpVgg Unterhaching          | 6 - 2              | Rot-Weiß Oberhausen      |
| TSV Gerbrunn                | 0 - 14             | SV Wacker Burghausen     |
| FC Bergedorf 85             | 1 - 6              | VfL Wolfsbourg           |
| Borussia Neunkirchen        | 0 - 5              | Bayern Munich            |
| TSV Aindling                | 0 - 3              | FC Schalke 04            |
| FC Emmendingen              | 1 - 4              | SC Fribourg              |
| FC Oberneuland              | 2 - 5 ap           | 1.FC Cologne             |
| Eintracht Brunswick         | 4 - 1              | 1. FC Kaiserslautern     |
| BSV Rehden                  | 1 - 5              | TSV 1860 Munich          |
| 1. FC Magdeburg             | 0 - 0 ap (3-4 tab) | MSV Duisbourg            |
| SSVg Velbert                | 0 - 0 ap (5-3 tab) | 1. FSV Mayence 05        |
| Füchse Berlin Reinickendorf | 0 - 2              | 1. FC Nuremberg          |
| Sportfreunde Siegen         | 2 - 0              | LR Ahlen                 |
| VfL Kirchheim/Teck          | 0 - 3              | Hanovre 96               |
| VfL Osnabrück               | 0 - 0 ap (4-5 tab) | Hansa Rostock            |
| FC Schönberg 95             | 0 - 3              | Borussia Mönchengladbach |
| FC Eintracht Rheine         | 0 - 2ap            | VfB Lübeck               |
| EGC Wirges                  | 0 - 3              | Borussia Dortmund        |
| Kickers Offenbach           | 1 - 1 ap (3-4 tab) | Eintracht Francfort      |
| FC St. Pauli                | 0 - 0 ap (4-3 tab) | Arminia Bielefeld        |
| 1. FC Dynamo Dresden        | 0 - 1              | Hambourg SV              |

## Deuxième tour
| Date           | Club recevant             | Score              | Club visiteur        |
| -------------- | ------------------------- | ------------------ | -------------------- |
| 28 - 10 - 2003 | FC St. Pauli              | 2 - 3 ap           | VfB Lübeck           |
| 28 - 10 - 2003 | VfL Wolfsbourg (2)        | 2 - 3              | 1. FC Cologne        |
| 28 - 10 - 2003 | Hansa Rostock             | 2 - 2 ap (3-4 tab) | Hertha BSC Berlin    |
| 28 - 10 - 2003 | Werder Brême              | 3 - 1 ap           | VfL Wolfsbourg       |
| 28 - 10 - 2003 | SV Wacker Burghausen      | 0 - 1              | VfB Stuttgart        |
| 28 - 10 - 2003 | Bayern Munich             | 1 - 1 ap (7-6 tab) | 1. FC Nuremberg      |
| 29 - 10 - 2003 | SSVg Velbert              | 1 - 2ap            | Jahn Regensburg      |
| 29 - 10 - 2003 | Eintracht Brunswick       | 2 - 0              | Hanovre 96           |
| 29 - 10 - 2003 | TSG 1899 Hoffenheim       | 4 - 0              | Karlsruher SC        |
| 29 - 10 - 2003 | Sportfreunde Siegen       | 1 - 2 ap           | SpVgg Greuther Fürth |
| 29 - 10 - 2003 | Eintracht Francfort       | 1 - 2 ap           | MSV Duisbourg        |
| 29 - 10 - 2003 | 1. FC Union Berlin        | 0 - 5              | Bayer Leverkusen     |
| 29 - 10 - 2003 | SC Fribourg               | 7 - 3 ap           | FC Schalke 04        |
| 29 - 10 - 2003 | Alemannia Aix La Chapelle | 1 - 1 ap (5-4 tab) | TSV 1860 Munich      |
| 29 - 10 - 2003 | SpVgg Unterhaching        | 2 - 4              | Hambourg SV          |
| 29 - 10 - 2003 | Borussia Mönchengladbach  | 2 - 1              | Borussia Dortmund    |

## Huitièmes de finale
| Date       | Club recevant            | Score              | Club visiteur             |
| ---------- | ------------------------ | ------------------ | ------------------------- |
| 02/12/2003 | Jahn Regensburg          | 3 - 3 ap (2-4 tab) | MSV Duisbourg             |
| 02/12/2003 | Eintracht Brunswick      | 0 - 5              | Alemannia Aix-la-Chapelle |
| 02/12/2003 | TSG 1899 Hoffenheim      | 3 - 2              | Bayer Leverkusen          |
| 02/12/2003 | Borussia Mönchengladbach | 4 - 2              | VfB Stuttgart             |
| 03/12/2003 | 1. FC Cologne            | 1 - 1 ap (1-3 tab) | SpVgg Greuther Fürth      |
| 03/12/2003 | VfB Lübeck               | 1 - 0              | SC Fribourg               |
| 03/12/2003 | Werder Brême             | 6 - 1              | Hertha BSC Berlin         |
| 03/12/2003 | Bayern Munich            | 3 - 0              | Hamburger SV              |

## Quarts de finale
| Date       | Club recevant             | Score            | Club visiteur |
| ---------- | ------------------------- | ---------------- | ------------- |
| 03/02/2004 | Borussia Mönchengladbach  | 2 - 2ap(4-3 tab) | MSV Duisbourg |
| 03/02/2004 | TSG 1899 Hoffenheim       | 0 - 1            | VfB Lübeck    |
| 03/02/2004 | SpVgg Greuther Fürth      | 2 - 3            | Werder Brême  |
| 04/02/2004 | Alemannia Aix-la-Chapelle | 2 - 1            | Bayern Munich |

## Demi-finales
| Date       | Club recevant             | Score   | Club visiteur            |
| ---------- | ------------------------- | ------- | ------------------------ |
| 16/03/2004 | Werder Brême              | 3- 2 ap | VfB Lübeck               |
| 17/03/2004 | Alemannia Aix-la-Chapelle | 1 - 0   | Borussia Mönchengladbach |

## Finale[6]
| Entraîneur :  |
| Thomas Schaaf |

| Entraîneur : |
| Jörg Berger  |

| Entraîneur :  |
| Thomas Schaaf |

| Entraîneur : |
| Jörg Berger  |